# Enregistrement pirate
Pour les articles homonymes, voir Bootleg.
 (septembre 2018).
Si vous disposez d'ouvrages ou d'articles de référence ou si vous connaissez des sites web de qualité traitant du thème abordé ici, merci de compléter l'article en donnant les références utiles à sa vérifiabilité et en les liant à la section « Notes et références ».

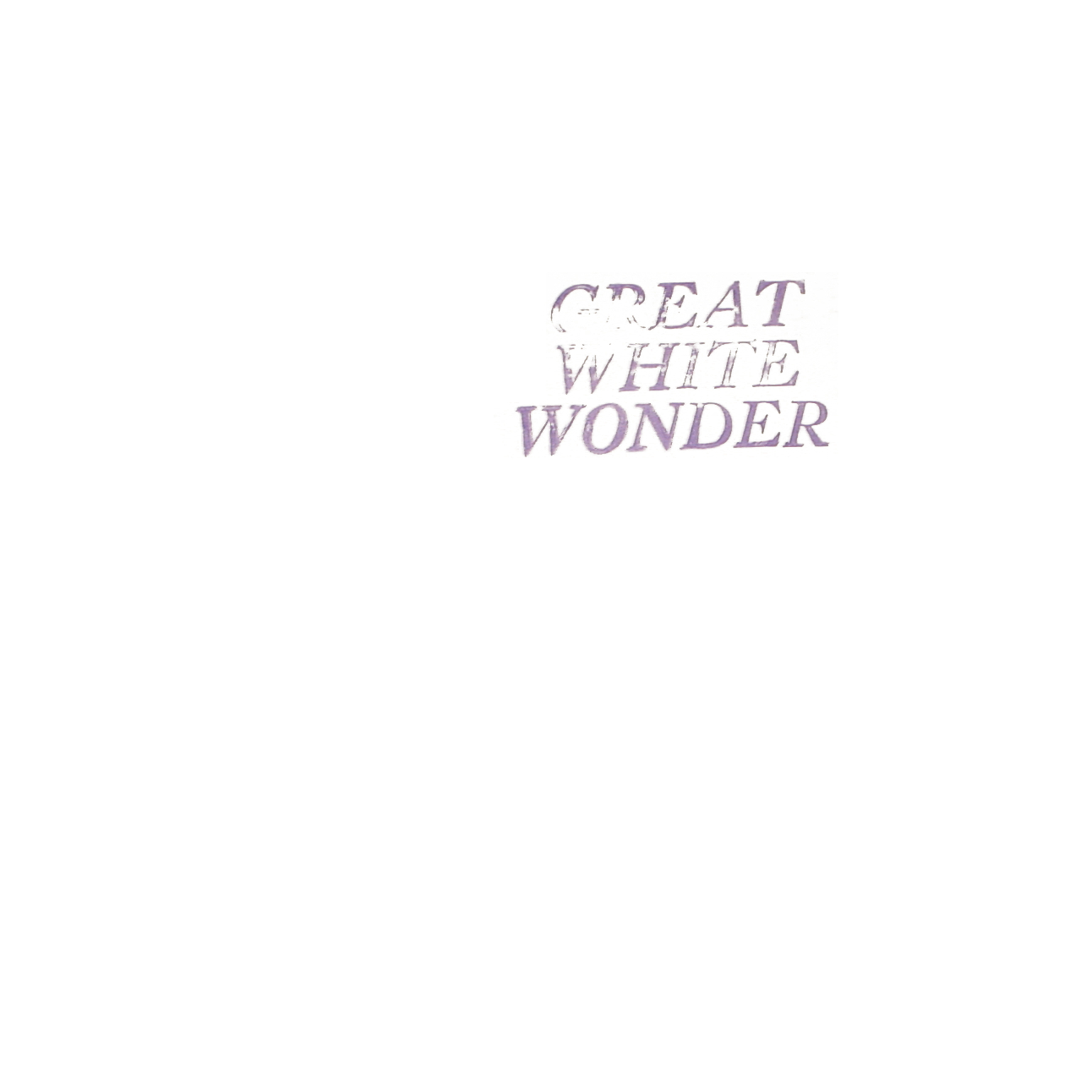
Great White Wonder de Bob Dylan, un des enregistrements pirates de rock les plus connus, sorti en juillet 1969.

Un enregistrement pirate ou bootleg (anglicisme) est un enregistrement d'un concert depuis le public ou récupéré sur la table de mixage voire un enregistrement studio dérobé, et cela sans aucune autorisation. La personne qui procède à ce type d'action est appelée un « taper », l'enregistrement effectué ou récupéré est considéré illégal car la législation sur le droit d'auteur n'est pas respectée. Les copies de l’enregistrement pirate seront produites sur disque ou cassette par un ou des « bootleggers » et distribuées par des circuits parallèles. L’enregistrement pirate peut ainsi contenir des chansons écartées d'un projet et inédites, des démos, et même des interviews radio.
Dans de rares cas, des enregistrements pirates acquièrent un tel succès au fil des années que des maisons de disques décident de les commercialiser officiellement. Ce fut le cas par exemple en 2006 avec l'album Spunk des Sex Pistols ; ce pirate a vu le jour à la fin de l'année 1977 et a connu un grand succès à travers le temps, à tel point qu'il a été refabriqué à maintes reprises par des bootleggers différents, avec des pochettes différentes, avant qu'un disque officiel ne soit publié en 2006.

## Origines du terme
Le terme « bootlegger » servait au départ à désigner durant la prohibition aux États-Unis un individu qui cachait de l'alcool dans la partie montante de sa botte (« bootleg » signifie littéralement « jambe de botte »).
Par analogie avec l'usage précédent (illustration du thème de la contrebande), on appelle « bootleg » le trafic d'enregistrements audio ou vidéo de concerts, ou des inédits « échappés » des studios d'enregistrements(parfois même avec la complicité de l'artiste). Ces enregistrements sont particulièrement recherchés par les fans et les collectionneurs. Initialement rares et cantonnés à un réseau de ventes parallèle, les bootlegs sont désormais plus faciles à trouver grâce au développement des techniques de copie privée et d'échange de fichiers sur Internet (pair à pair). Ces bootlegs suscitent de nombreux problèmes juridiques.

### Historique
Les  Rolling Stones, Prince, The Who, Bruce Springsteen, Bob Dylan, Led Zeppelin, The Grateful Dead et les Beatles font partie des artistes les plus piratés au monde. Fait rare, le groupe The Grateful Dead autorisait les enregistrements pirates de leurs concerts. De ce fait, plusieurs fans du groupe avaient organisé un impressionnant système d'échanges d'enregistrements à travers les États-Unis, en lien avec les archivistes du groupe, Dick Latvala et David Lemieux, producteurs successifs des enregistrements live officiels du groupe.
On estime[Qui ?] que, depuis l'année 1972, la quasi-totalité des concerts de The Grateful Dead fut enregistrée et diffusée par des fans. Parmi les concerts les plus piratés du groupe, le concert donné à Veneta dans l'Oregon le 27 août 1972 ou le concert du 31 décembre 1978. A noter que les concerts donnés durant la tournée européenne de 1972 ont été publiés par le groupe, coupant ainsi l'herbe sous le pied des bootleggers. De nos jours, plusieurs sites Internet servent de plateforme d'échange des bootlegs du groupe.
Bob Dylan à l'inverse, outre le fait d'avoir été un des premiers artistes piratés, déteste les bootlegs.[réf. nécessaire]
Rejoignant la même politique que celle du Grateful Dead, les groupes américains Phish et Widespread Panic ont également accordé aux fans le droit de pouvoir enregistrer leurs concerts et de se les échanger. De ce fait, l'échange d'enregistrements de concerts de Phish est devenu une véritable institution pour les fans américains du groupe dès la fin des années 1980. Le site Internet Live Phish, appartenant au groupe, met à disposition des enregistrements soundboard de concerts qu'il est possible d'acheter. Le groupe anglais de Rock Progressif Marillion a engagé une démarche similaire avec la possibilité de télécharger, via son site internet, des dizaines d'enregistrements publics (Live from the front row) directement captés à la console de mixage lors de ses concerts, et ce afin d'enrayer la profusion de bootlegs de qualité très inégale.
L'américain Mike Millard est réputé pour avoir été une des grandes figures de l'enregistrement pirate des années 1970 et 1980. Surnommé « Mike The Mic » (« Mike le micro »), sa salle de prédilection était le Los Angeles Forum d'Inglewood. Il commence sa « carrière » en 1974 à l'aide d'un petit enregistreur mono basique qu'il remplace par la suite par un Nakamichi stéréo. Ses enregistrements deviennent très vite réputés pour leur qualité audio. Sa bande du concert de Led Zeppelin du 21 juin 1977 est considéré par beaucoup comme l'un des meilleurs enregistrements pirates jamais réalisé. 
Son enregistrement du concert des Rolling Stones du 13 juillet 1975 est également très réputé. Pour pouvoir dissimuler son matériel d'enregistrement, Mike Millard mit au point une technique ingénieuse. Il se rendait aux concerts en chaise roulante, prétendant être paraplégique. Le matériel était alors subtilement caché dans la chaise roulante et Millard pouvait entrer dans la salle sans attirer l'attention. Millard ne fut jamais à l'origine des ventes des bootlegs et était ouvertement contre la vente illégale de ses enregistrements, comme beaucoup de tapers aujourd'hui. On estime qu'il a enregistré pratiquement tous les concerts ayant eu lieu au Los Angeles Forum de 1974 à 1980.
Parmi les compagnies les plus actives et célèbres dans le milieu de la commercialisation des enregistrements illégaux figuraient Trade Mark Quality. Créée en 1969 à Los Angeles par Dub Taylor et Ken Douglas, Trade Made Quality fut responsable de la mise en circulation d'une centaine d'albums bootlegs tout au long des années 70. Perfectionnistes, Taylor et Douglas accordaient beaucoup d'importance à la pochette ainsi qu'à la qualité du vinyle sur lequel étaient pressés leurs albums. Ils furent les deux personnes derrière The Great White Wonder, le premier album bootleg de Bob Dylan sorti en 1969.
Il existe une radio (The Mashup Radio) sur Internet depuis septembre 2011 qui s'est fait une spécialité du bootleg et du mashup. Celle-ci a été créée par Ludovic Dazin et François Rabanel et a réussi à attirer sur 24 mois à plus d'un million d'auditeurs[réf. nécessaire].

## DJ's
Le terme « bootleg » est aussi employé par le milieu des DJ pour désigner l'art de mixer deux morceaux pour en faire un troisième. Le morceau ainsi obtenu (bootleg) sera désigné par les noms des deux artistes ayant servi de source, séparés par le signe vs ou, de plus en plus couramment, réunis, avec les deux titres des musiques utilisés, en un ou deux mots-valises. Le terme « bootleg » est alors utilisé car la plupart du temps ces morceaux circulent sur Internet de façon illégale (sans l'accord des créateurs des œuvres originales). Cette technique peut aussi être appelée « mashup » ou « medley ».

## bootlegscélèbres
- Bob Dylan: Great White Wonder : Mis sur le marché en juillet 1969, Great White Wonder est considéré comme étant le premier bootleg publié[3]. Bien que cette affirmation soit parfois contestée, il n'empêche que c'est en tout cas un des bootlegs les plus célèbres. Il contient des bandes de Bob Dylan, enregistrées entre 1961 et 1967, alors totalement inédites. Le nom « Great White Wonder » lui a été attribué à cause de sa pochette artisanale, blanche et ne contenant pas d'informations. Les radios californiennes l'ont diffusé à maintes reprises sur les ondes dès sa sortie.
- The Rolling Stones : LIVEr Than You'll Ever Be : Mis sur le marché en décembre 1969, ce bootleg contient l'enregistrement du concert du 9 novembre 1969 donné par les Rolling Stones à Oakland. Il a été enregistré par un membre du public à l'aide d'un petit enregistreur à bandes. Il est considéré comme étant le meilleur document disponible sur la tournée américaine 1969 des Rolling Stones. Du jour au lendemain, les ventes de ce bootleg se sont mises à augmenter de manière vertigineuse. Pour contrer les bootleggers, la maison de disques des Rolling Stones a activé la sortie de l'album live Get Yer Ya-Ya's Out!, enregistré pendant la même tournée.
- The Beatles - Get Back : Ce bootleg des « Fab Four » est constitué de versions alternatives et de chansons du projet avorté Get Back (qui donna naissance à l'album Let It Be) en 1969.
- The Velvet Underground - The Quine Tapes : Le musicien Robert Quine était un fan inconditionnel du Velvet Underground. Il a passé la majeure partie de l'année 1969 à suivre la tournée de soixante-dix concerts de son groupe fétiche. À l'aide d'enregistreurs cassettes ou à bandes, il a enregistré une grande partie de ces concerts. Malgré leur qualité parfois limite[Quoi ?], les bandes de Quine (surnommées The Quine Tapes) sont devenues célèbres parmi les fans du Velvet Underground. Certains titres que jouait alors le groupe sur scène étaient inédits, ce qui a favorisé la renommée des bandes. En 2010, la maison de disques Polydor va publier officiellement une partie des bandes de Quine sur le triple album The Bootleg Series Volume 1: The Quine Tapes.
- Led Zeppelin - Live On Blueberry Hill : Enregistré par un spectateur au Los Angeles Forum le 4 septembre 1970, Live On Blueberry Hill est le premier bootleg de Led Zeppelin à avoir été mis sur le marché. Certains fans et disquaires pensaient qu'il s'agissait d'un album officiel à cause de sa grande popularité et de son incroyable rentabilité.
- The Grateful Dead - Veneta : Contient l'intégralité (plus de 3 heures) du concert donné par The Grateful Dead le 27 août 1972 au Old Renaissance Fairegrounds de Veneta (Oregon). Ce concert est réputé parmi les fans comme étant le meilleur jamais donné par le groupe.
- The Who: Tales From The Who : Double bootleg contenant le concert du 4 décembre 1973 au Spectrum de Philadelphie. Contrairement à beaucoup de bootlegs, il ne s'agit pas d'un enregistrement amateur effectué par un membre du public mais des bandes de la radio qui couvrait le concert. Trademark Of Quality, le label ayant produit ce bootleg, est également celui qui a sorti Great White Wonder.
- Patti Smith - Let's Deodorized The Night : enregistrement radiophonique du concert au Bottom Line de New York du 27 décembre 1975. Let's Deodorized The Night est aujourd'hui considéré comme un des meilleurs témoignages des débuts de Patti Smith.
- Phish - Madison Square Garden 12/31/95 : Concert donné le 31 décembre 1995 au Madison Square Garden de New York par le groupe Phish. Il est considéré comme l'un des meilleurs concerts du groupe. Il a été édité officiellement en décembre 2005 par le label JEMP Records.
- Sex Pistols - Spunk : premier bootleg du groupe, sorti quelques semaines avant l'album officiel Never Mind The Bollocks here's the Sex Pistols. Il contient des démos studio enregistrées par l'ingénieur du son Dave Goodman en juillet et octobre 1976 et en janvier 1977. Ce disque aux origines douteuses a été officialisé en 2006, après des années de succès et de repressage sous diverses formes (avec ou sans pochette, avec des pochettes différentes, avec des titres en plus, rebaptisé No Future UK?, etc.). Certains affirment que c'est Dave Goodman lui-même qui le fit fabriquer, d'autres en revanche voient plutôt son origine du côté du management du groupe. Quoi qu'il en soit, ce disque a tellement été repressé qu'il a fini par attirer l'attention d'une maison de disque qui l'a officialisé en 2006, sous format 33 tours et CD.
- Sex Pistols - Gun Control : enregistré (et aussi filmé) de façon professionnelle au Winterland Ballroom de San Francisco le 14 janvier 1978, ce bootleg LP fabriqué à l'origine à 1000 copies, a fait le tour du monde, et a été repressé maintes fois. Il s'agit du dernier concert donné par le groupe avant sa reformation de 1996, année au cours de laquelle la bande audio du concert et la vidéo ont finalement été officialisées.
- Nirvana - Reading Festival '92 : enregistré le 30 août 1992 au festival de Reading en Angleterre. Réputé pour être l'un des meilleurs concerts du groupe, cet enregistrement est finalement sorti officiellement en CD et DVD en novembre 2009.
- Hole - Unplugged (Live 1995) : enregistré le 14 février 1995 sur MTV, l'audio de cette performance live fera l'objet d'une sortie digitale sur les plateformes de streaming en 2020 à l'occasion du 25e anniversaire de cette soirée. L'album live est également disponible au format vinyle, pressé par le label Parachute Recording Compagny. Une captation vidéo professionnelle du concert est également en circulation sur internet mais il reste difficile de la trouver en bonne qualité.